# Liste de films français sortis en 1983
Listes de films français
- 1979
- 1980
- 1981
- 1982
- 1983
- 1984
- 1985
- 1986
- 1987

Liste non exhaustive de films français sortis en 1983

## 1983
| Titre                                           | Réalisateur            | Distribution                                                    | Genre              |
| ----------------------------------------------- | ---------------------- | --------------------------------------------------------------- | ------------------ |
| À nos amours                                    | Maurice Pialat         | Sandrine Bonnaire                                               |                    |
| L'Ami de Vincent                                | Pierre Granier-Deferre | Philippe Noiret, Jean Rochefort, Françoise Fabian               | Comédie            |
| L'Argent                                        | Robert Bresson         | Christian Patey, Vincent Risterucci, Caroline Lang              |                    |
| Attention, une femme peut en cacher une autre ! | Georges Lautner        | Miou-Miou, Roger Hanin, Eddy Mitchell                           | Comédie            |
| Balles perdues                                  | Jean-Louis Comolli     | Andréa Ferréol, Maria Schneider                                 | Policier           |
| Banzaï                                          | Claude Zidi            | Coluche, Valérie Mairesse                                       | Comédie            |
| La Bête noire                                   | Patrick Chaput         | Richard Bohringer, Philippe Sfez                                | Drame              |
| Le Bourreau des cœurs                           | Christian Gion         | Aldo Maccione, Anna Maria Rizzoli                               | Comédie            |
| Le Braconnier de Dieu                           | Jean-Pierre Darras     | Pierre Mondy, Jean Lefebvre, Annie Cordy                        | Comédie            |
| Carmen                                          | Francesco Rosi         | Julia Migenes-Johnson, Plácido Domingo, Ruggero Raimondi        | Film d'opéra       |
| Un chien dans un jeu de quilles                 | Bernard Guillou        | Pierre Richard, Jean Carmet                                     | Comédie            |
| Circulez y'a rien à voir                        | Patrice Leconte        | Michel Blanc, Jane Birkin, Jacques Villeret                     | Comédie            |
| Les Compères                                    | Francis Veber          | Gérard Depardieu, Pierre Richard                                | Comédie            |
| Coup de foudre                                  | Diane Kurys            | Isabelle Huppert, Miou-Miou                                     |                    |
| La Crime                                        | Philippe Labro         | Claude Brasseur, Jean-Claude Brialy, Gabrielle Lazure           | Policier           |
| Danton                                          | Andrzej Wajda          | Gérard Depardieu, Anne Alvaro                                   | Biopic             |
| Le Dernier Combat                               | Luc Besson             | Pierre Jolivet, Jean Bouise                                     | anticipation       |
| Édith et Marcel                                 | Claude Lelouch         | Évelyne Bouix, Marcel Cerdan Jr                                 | Biopic             |
| Effraction                                      | Daniel Duval           | Marlène Jobert, Jacques Villeret, Bruno Cremer                  | Drame              |
| En haut des marches                             | Paul Vecchiali         | Danielle Darrieux, Hélène Surgère                               | Drame              |
| L'Été meurtrier                                 | Jean Becker            | Isabelle Adjani, Alain Souchon, Michel Galabru                  | Drame              |
| La Femme de mon pote                            | Bertrand Blier         | Coluche, Isabelle Huppert, Thierry Lhermitte                    | Comédie            |
| Garçon !                                        | Claude Sautet          | Yves Montand, Nicole Garcia, Jacques Villeret                   | Comédie            |
| L'Homme blessé                                  | Patrice Chéreau        | Jean-Hugues Anglade                                             | Drame              |
| Le Grand Carnaval                               | Alexandre Arcady       | Philippe Noiret, Roger Hanin, Richard Berry                     | Comédie            |
| Itinéraire bis                                  | Christian Drillaud     | Georges Wilson, Rufus, André Marcon                             | Drame              |
| J'ai épousé une ombre                           | Robin Davis            | Nathalie Baye, Francis Huster, Richard Bohringer                | Film dramatique    |
| Liberty Belle                                   | Pascal Kané            | Jérôme Zucca, Dominique Laffin, André Dussollier                | Drame              |
| La Lune dans le caniveau                        | Jean-Jacques Beineix   | Gérard Depardieu, Nastassja Kinski, Victoria Abril              |                    |
| Le Marginal                                     | Jacques Deray          | Jean-Paul Belmondo, Henry Silva                                 | Policier           |
| Mon curé chez les Thaïlandaises                 | Robert Thomas          | Maurice Risch, Jacques Balutin, Marion Game                     | Comédie            |
| Mortelle Randonnée                              | Claude Miller          | Michel Serrault, Isabelle Adjani                                |                    |
| On l'appelle Catastrophe                        | Richard Balducci       | Michel Leeb, Carole Lixon, Ibrahim Seck                         | Comédie            |
| Papy fait de la résistance                      | Jean-Marie Poiré       | Christian Clavier, Michel Galabru, Roland Giraud, Gérard Jugnot | Comédie            |
| Pauline à la plage                              | Éric Rohmer            | Amanda Langlet, Arielle Dombasle, Pascal Greggory               | Comédie dramatique |
| La Petite Bande                                 | Michel Deville         | François Marthouret, Robin Renucci                              | Comédie            |
| Prénom Carmen                                   | Jean-Luc Godard        | Maruschka Detmers, Jacques Bonnaffé                             |                    |
| Rue Cases-Nègres                                | Euzhan Palcy           | Darling Legitimus                                               | Drame              |
| Le Ruffian                                      | José Giovanni          | Lino Ventura, Bernard Giraudeau, Claudia Cardinale              | Film dramatique    |
| Salut la puce                                   | Richard Balducci       | Jean Lefebvre, Georges Géret, Pierre Tornade                    | Comédie            |
| Signes extérieurs de richesse                   | Jacques Monnet         | Claude Brasseur, Josiane Balasko, Jean-Pierre Marielle          | Comédie            |
| Tchao Pantin                                    | Claude Berri           | Coluche, Richard Anconina, Agnès Soral, Philippe Léotard        |                    |
| T'es heureuse ? Moi, toujours...                | Jean Marbœuf           | Claude Brasseur, Dominique Labourier                            | Drame              |
| La vie est un roman                             | Alain Resnais          | Vittorio Gassman, Ruggero Raimondi, Geraldine Chaplin           | Comédie dramatique |
| Vivement dimanche !                             | François Truffaut      | Fanny Ardant, Jean-Louis Trintignant                            | Policier, comédie  |
| Vive la sociale !                               | Gérard Mordillat       | François Cluzet, Robin Renucci                                  | Comédie dramatique |
| Signes extérieurs de richesse                   | Jacques Monnet         | Claude Brasseur, Josiane Balasko                                | Comédie            |